# Thomas Mulcair
Thomas Joseph Mulcair dit Tom Mulcair, né le 24 octobre 1954 à Ottawa (Ontario), est un homme politique canadien possédant également la nationalité française. Il est le chef du Nouveau Parti démocratique (NPD) de 2012 à 2017. 
Avocat de profession, Thomas Mulcair est député provincial à l'Assemblée nationale du Québec puis, de 2003 à 2006, ministre de l'Environnement dans le gouvernement libéral de Jean Charest.
En 2007, il est élu lors d'une élection partielle député fédéral pour le NPD dans la circonscription d'Outremont. Il est alors nommé par Jack Layton comme chef adjoint du parti. Après l'élection fédérale de 2011, il devient leader parlementaire de l'opposition à la Chambre des communes. Il occupe également les fonctions de lieutenant québécois du NPD.
Après la mort de Jack Layton, Thomas Mulcair est élu chef du NPD en mars 2012 et devient ainsi chef de l'opposition officielle jusqu'à l'élection de 2015, où le NPD est réduit à la troisième place à la Chambre des communes. Le 10 avril 2016, le congrès du NPD ne lui renouvèle pas sa confiance. Mulcair reste chef du parti jusqu'à la désignation de son successeur le 1er octobre 2017, Jagmeet Singh, à la course à la direction du NPD de 2017.
Le 14 juin 2018, il prononça son dernier discours à titre de député à la Chambre des communes. Le 3 août 2018, il quitta officiellement la vie politique et son siège de député de la circonscription fédérale d’Outremont pour se consacrer à d’autres projets, dont celui d’occuper un rôle de professeur invité en développement durable au Département de science politique de l'Université de Montréal.

## Biographie

### Jeunesse, famille et études
Thomas Mulcair est né en 1954 à l'Hôpital civique d'Ottawa. Sa mère, Jeanne Hurtubise, est canadienne française et son père, Harry Donnelly Mulcair est irlando-canadien. Il est le deuxième de leurs dix enfants et a été élevé de manière bilingue. Son arrière-arrière-grand-père était Honoré Mercier, le premier ministre du Québec de 1887 à 1891.
Thomas Mulcair a été élevé dans le quartier de Wrightville à Hull et à Laval. Il a étudié à l'École secondaire catholique de Laval (Chomedey Catholic de 1967 à 1969 et Laval Catholic de 1969 à 1972) et au cégep Vanier College.
En 1977, il obtient un diplôme de common law et droit civil à l'Université McGill. Pendant ses études, il est élu président de l'Association des étudiants en droit de McGill et siège au conseil de l'Association étudiante de l'Université McGill. Il se marie en 1976 avec Catherine Pinhas, une psychologue française née dans une famille sépharade d'origine turque,. Ils ont deux fils, l'un est policier et l'autre professeur de physique,.
Par son mariage, Mulcair a acquis la nationalité française en plus de sa citoyenneté canadienne.

### Carrière professionnelle
Le couple déménage à Québec en 1978 et Mulcair entre au barreau du Québec en 1979. Il travaille au service des affaires législatives du ministère de la Justice puis au Conseil supérieur de la langue française.
En 1983, Mulcair devient directeur des affaires juridiques à Alliance Québec. En 1985, il ouvre un cabinet et est chargé de la révision des lois du Manitoba après la décision de la Cour suprême sur la traduction des lois provinciales. Il donne également des cours de droit à l'Université Concordia, au Collège régional Champlain et à l'Université du Québec à Trois-Rivières.
Thomas Mulcair est président de l'Office des professions du Québec de 1987 à 1993. Il introduit des réformes afin de rendre les audiences disciplinaires plus efficaces et plus transparentes et travaille à la résolution des cas de harcèlement sexuel de patients,. Mulcair est également membre de l'exécutif du Conseil de la langue française et président du English speaking Catholic Council.

### Carrière politique

#### Politique provinciale
Lors de l'élection provinciale québécoise de 1994, Thomas Mulcair est candidat dans la circonscription de Chomedey pour le Parti libéral du Québec (PLQ) ayant à sa tête Daniel Johnson (fils). Mulcair déclare qu'il s'est engagé au PLQ car il s'agissait du seul parti fédéraliste crédible à l'époque.
Thomas Mulcair est élu député, mais le PLQ, qui détenait le pouvoir, perd l'élection au profit du Parti québécois, dirigé par Jacques Parizeau. En 1998, Daniel Johnson est remplacé par Jean Charest à la tête du PLQ. Sept mois plus tard, Mulcair est à nouveau élu lors des élections du 30 novembre 1998, remportées une fois encore par le Parti québécois, dont le chef est cette fois Lucien Bouchard.
Le 14 avril 2003, le PLQ prend le pouvoir et le premier ministre Jean Charest nomme Mulcair ministre du Développement durable, de l'Environnement et des Parcs.

#### Ministre de l'Environnement du Québec
Pendant son mandat, Mulcair soutient le protocole de Kyoto et fait adopter un amendement à la Charte des droits et libertés de la personne pour faire reconnaitre le droit de vivre dans un environnement sain,. Le plan provincial pour le développement durable qu'il propose à l'époque est basé sur le modèle des plans similaires des pays d'Europe et est salué comme l'un des plus avant-gardistes d'Amérique du Nord.
Sous son mandat sont par ailleurs construites les autoroutes 30 et 50, l'élargissement des routes 175 et 185 et un pont à péage qui complète l'autoroute 25.
En 2005, Mulcair est condamné à payer 95 000 $ à la suite d'une plainte pour diffamation de l'ancien ministre péquiste Yves Duhaime que Mulcair avait accusé de trafic d'influence. En 2010, la police provinciale anti-corruption contacte Mulcair au sujet d'un pot-de-vin que lui aurait proposé le maire de Laval Gilles Vaillancourt en 1994. Mulcair déclare l'avoir refusé sans jamais avoir ouvert l'enveloppe proposée,.

#### Départ du Cabinet
En 2006, Thomas Mulcair s'oppose à la construction d'immeubles de logements dans la station de ski du parc national du Mont-Orford. Lors d'un remaniement en février 2006, Jean Charest retire à Mulcair son portefeuille de l'Environnement et lui propose de devenir ministre des Services gouvernementaux. Certaines spéculations laissent entendre que ce changement est une punition pour son opposition au projet du mont Orford, ce qui conduit Mulcair à démissionner du gouvernement plutôt que d'accepter ce qui semble une rétrogradation.
Le 20 février 2007, Thomas Mulcair annonce qu'il ne sera pas le candidat libéral lors de la prochaine élection provinciale.

#### Politique fédérale

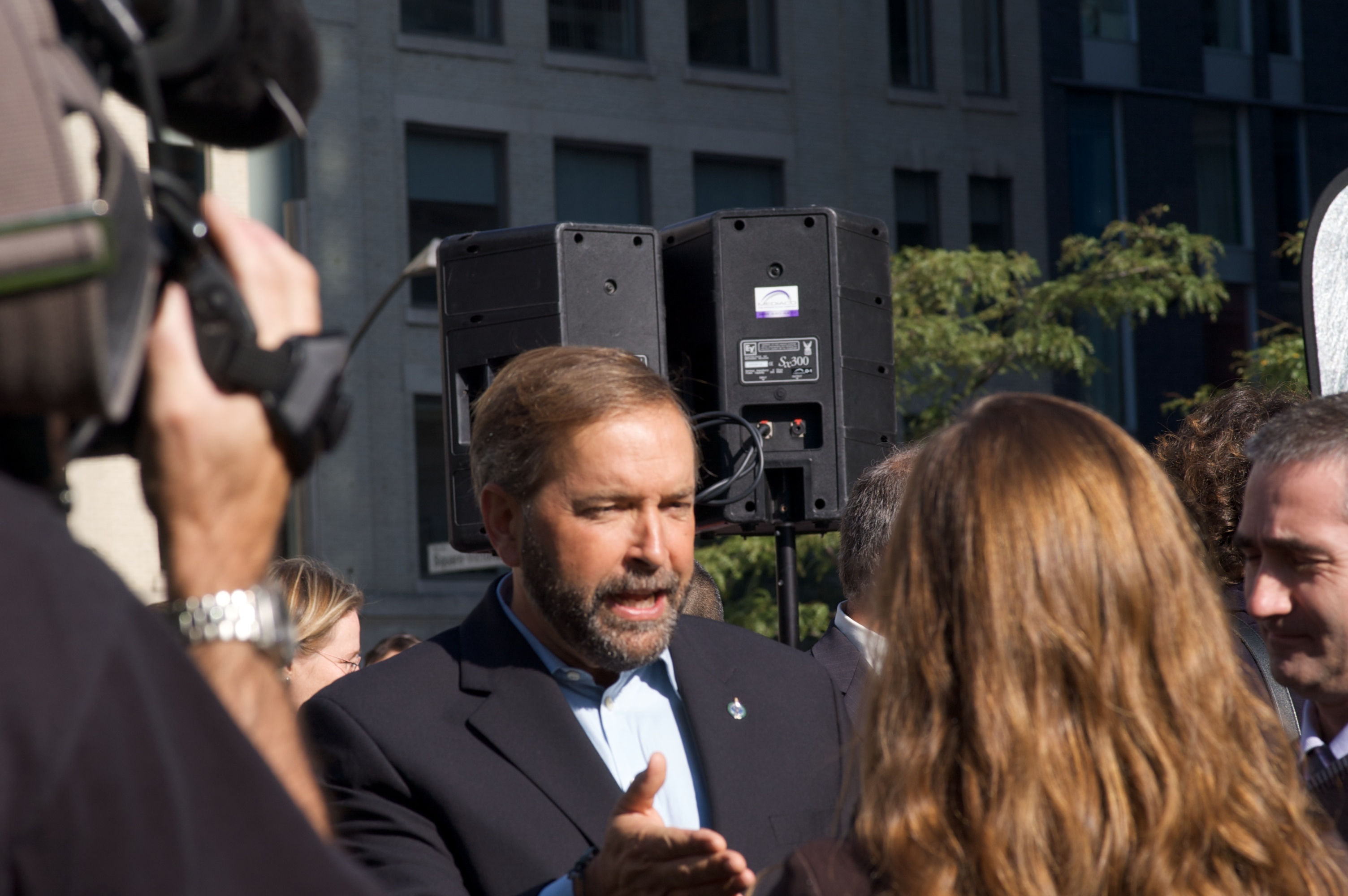
Thomas Mulcair pendant la campagne fédérale de 2008.

Après avoir quitté le Parti libéral provincial, Mulcair réfléchit à entrer en politique fédérale et discute avec le Parti libéral du Canada, le Nouveau Parti démocratique et le Parti conservateur du Canada. Il envisage un moment d'intégrer la section environnementale d'un grand cabinet d'avocats. Il ne trouve pas d'accord avec les conservateurs en raison de leur opposition au protocole de Kyoto.
Bien que Mulcair ait indiqué que le libéral québécois Claude Ryan est son mentor en politique, il apparait en mars 2007 au premier rang d'un discours donné par le chef du NPD Jack Layton. Layton le persuade d'être candidat pour le NPD au Québec, une province où le parti n'a alors aucun siège. Le 20 avril 2007, Mulcair annonce qu'il sera candidat pour le NPD lors de la prochaine élection fédérale,. Il devient également le lieutenant québécois de Jack Layton.

#### Victoire à l'élection partielle de 2007

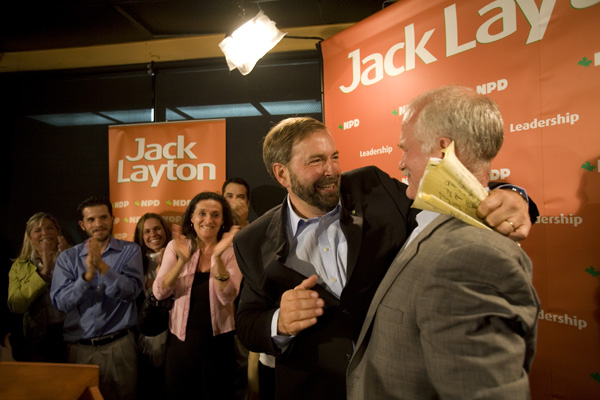
Tom Mulcair célèbre sa victoire avec Jack Layton.

Le 21 juin 2007, Thomas Mulcair est désigné candidat du NPD pour l'élection partielle dans la circonscription d'Outremont. Le 17 septembre, Muclair remporte l'élection en battant le candidat libéral Jocelyn Coulon 48 % à 29 % bien qu'Outremont ait été une forteresse libérale depuis 1935 (sauf en 1988).
Mulcair est alors seulement le second député NPD élu au Québec après Phil Edmonston en 1990.

#### Chef adjoint du NPD
Muclair est assermenté député le 12 octobre 2007. Il est nommé par Jack Layton co-chef adjoint du NPD, avec Libby Davies.
Le 14 octobre 2008, Mulcair est réélu député à Outremont lors de l'élection fédérale : c'est le premier député NPD élu au Québec lors d'une élection fédérale. Il remporte la circonscription avec 14 348 voix face au libéral Sébastien Dhavernas et ses 12 005 voix.
En 2011, le Parti libéral place face à lui l'ancien ministre de la Justice Martin Cauchon. Mulcair est néanmoins réélu avec 56,4 % des voix dans une élection qui voit le NPD remporter 59 des 75 sièges du Québec et devenir, pour la première fois, l'opposition officielle à la Chambre des communes.

#### Course à la chefferie

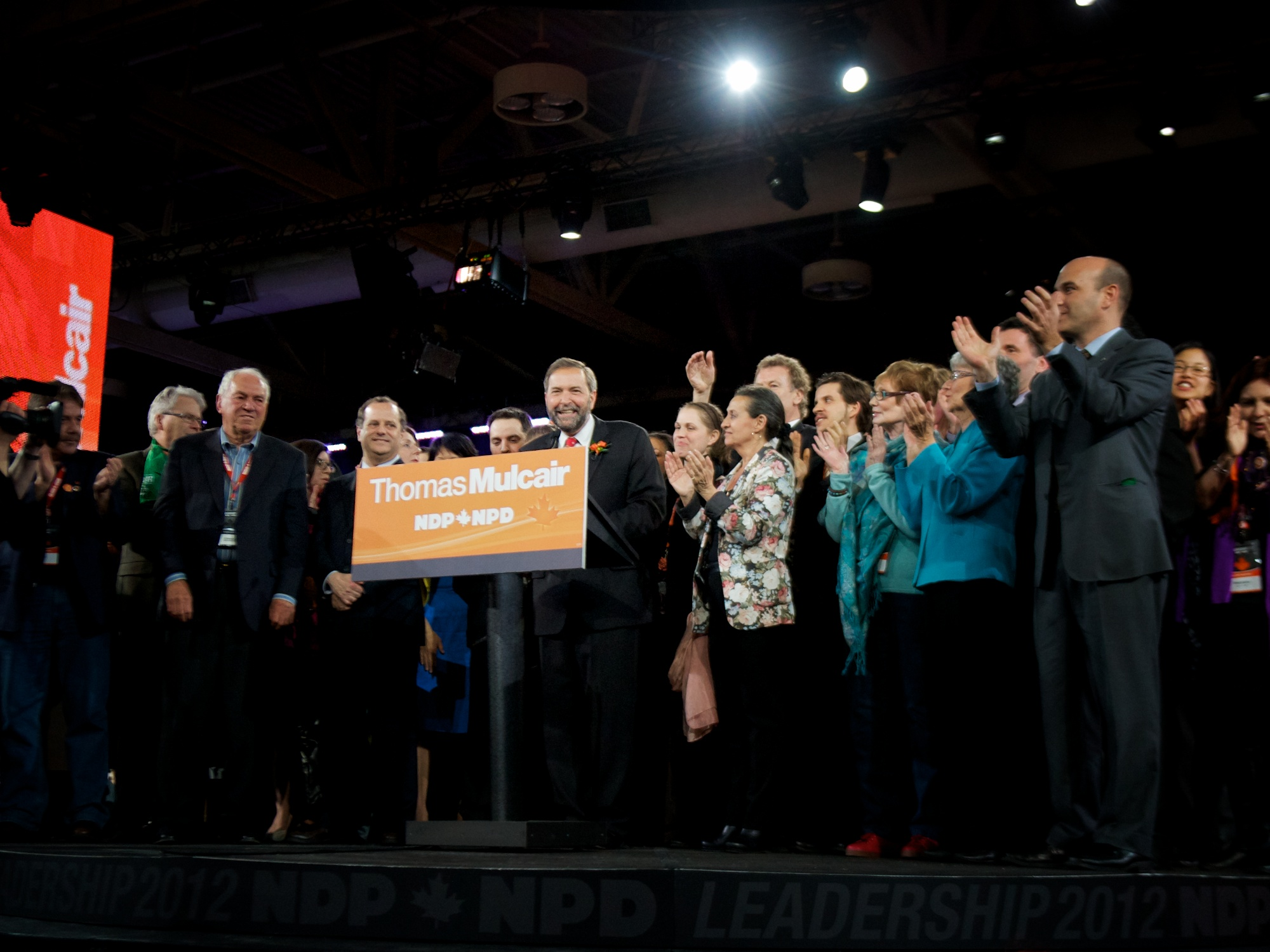
Thomas Mulcair donne un discours après son élection à la tête du NPD.

Le chef du NPD Jack Layton meurt le 22 août 2011 des suites d'un cancer. Mulcair déclare que la mort de Layton l’a particulièrement affecté et que, bien qu'il réfléchisse à une candidature, il lui faut plusieurs semaines pour se décider.
Le 13 octobre 2011 lors d'une conférence de presse dans la banlieue de Montréal, Mulcair annonce sa candidature à la chefferie du NPD. Il reçoit le soutien de 60 des 101 députés NPD.
Mulcair fait campagne sur l'idée de renforcer le NPD au Québec et d'attirer de nouveaux électeurs dans les autres parties du pays, mais il est critiqué par le candidat Brian Topp et l'ancien chef Ed Broadbent qui voit en sa candidature une tentative de déplacer le parti vers le centre,.
Lors du congrès, Thomas Mulcair est élu chef du NPD au quatrième tour avec 57,2 % des voix face aux 42,8 % de Brian Topp.

#### Chef de l'opposition officielle

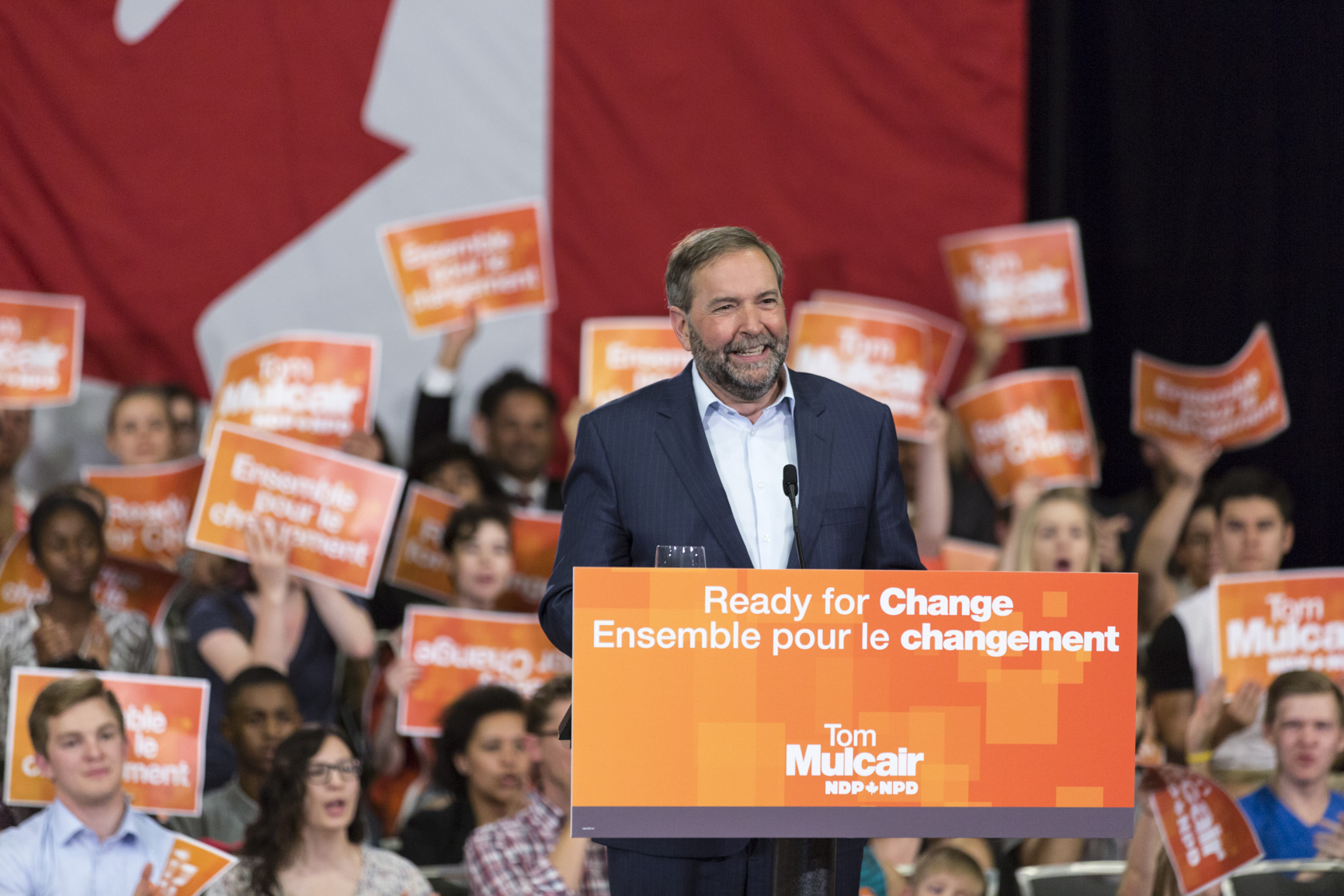
Thomas Mulcair lors d'un meeting.

Le 18 avril 2012, Mulcair emménage à Stornoway, la résidence officielle du chef de l'opposition. Le 14 septembre 2012, il est assermenté comme membre du Conseil privé de la reine pour le Canada.
Durant sa première année comme chef, le NPD connait plusieurs défections. Le député de Thunder Bay—Superior-Nord Bruce Hyer quitte le parti après avoir voté contre la ligne du NPD sur le registre des armes à feu, Claude Patry de Jonquière—Alma rejoint le Bloc québécois après un désaccord sur la position du NPD concernant la loi sur la clarté référendaire. Le NPD réussit cependant à conserver le siège de Victoria lors d'une élection partielle serrée.
Mulcair déclare que son parti soutient les accords de libre-échange à condition qu'ils incluent des clauses opposables sur les droits du travail et la protection de l'environnement,. Il s'oppose également aux pipelines Keystone XL et Northern Gateway et promeut à la place la création d'un oléoduc pour transporter le pétrole de l'Ouest canadien vers l'est afin qu'il soit raffiné au Canada.

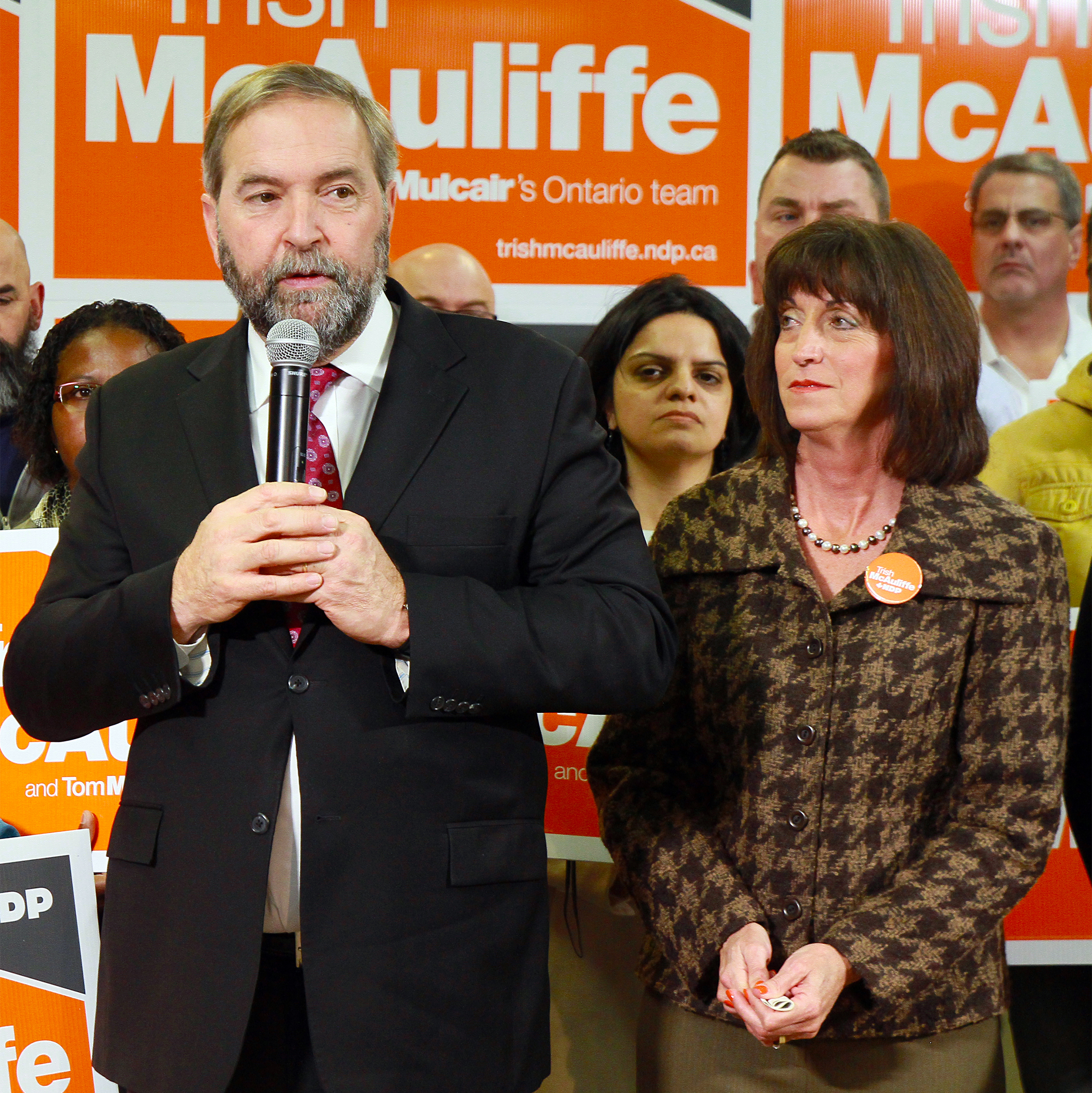
Thomas Mulcair et la candidate NPD Trish McAuliffe à Whitby-Oshawa.

Avec les scandales autour de Mike Duffy et de plusieurs sénateurs conservateurs et libéraux, Thomas Mulcair réaffirme la position du NPD en faveur de l'abolition du Sénat,.
Après l'élection de Justin Trudeau à la tête des libéraux en avril 2013, le NPD baisse dans les sondages. Le parti perd l'élection partielle de juin 2014 à Trinity—Spadina, un siège détenu jusque-là par Olivia Chow, la veuve de Jack Layton.
Toutefois, après la victoire surprise du NPD lors de l'élection provinciale en Alberta en mai 2015, le NPD fédéral connait un regain de popularité, et aborde le début de campagne en vue de l'élection fédérale d'octobre 2015 au coude à coude avec les conservateurs pour la première place. À la suite de cette élection, le NPD termine cependant en troisième position derrière le Parti libéral et le Parti conservateur, et Mulcair, bien que réélu dans sa circonscription, perd son titre de chef de l'opposition officielle.

## Positions politiques

### Droits des femmes
En tant que critique chargé des finances au NPD, Mulcair est critique du budget conservateur de 2009 en raison des « réformes sur l'équité salariale qui supprimeraient le droit des femmes d'aller devant un tribunal pour demander un salaire égal pour un travail de valeur égale ». Pour lui, le NPD « ne pourrait jamais soutenir un budget qui contient ce type de mesure ».
En 2014, comme chef du NPD, Mulcair annonce qu'un « gouvernement NPD lancerait dans ses 100 premiers jours une enquête publique nationale sur la question des femmes autochtones manquantes ou assassinées » Mulcair believes that “only a full public inquiry would get to the root causes of violence against aboriginal women”.
Mulcair a déclaré lors d'une conférence au Québec que les personnes opposées à l'avortement ne sont pas bienvenues au NPD : « ce n'est pas discutable, ce n'est pas négociable, c'est le droit d'une femme de se déterminer sur sa santé et ses choix reproductifs. »

### Autochtones

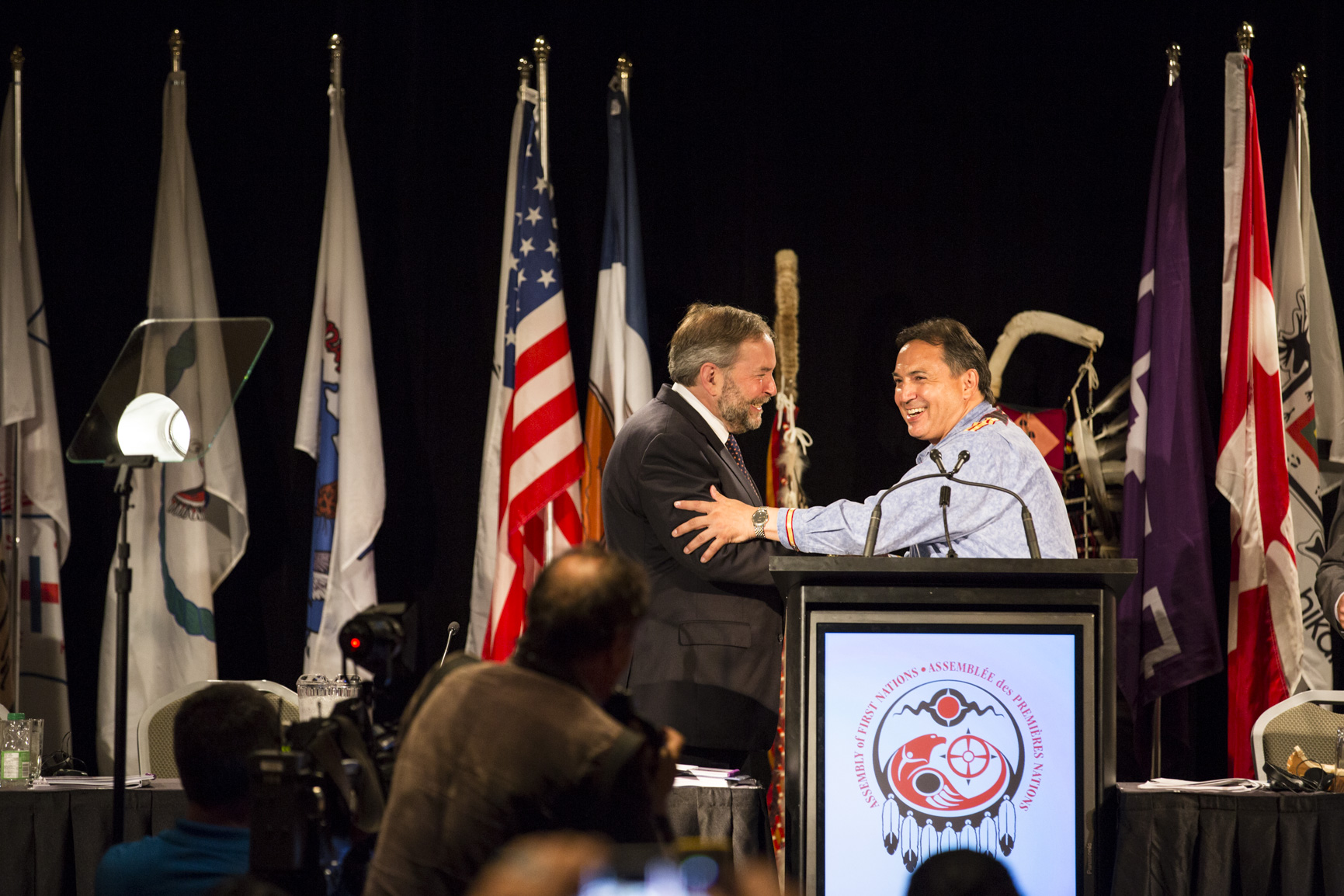
Mulcair et le Grand Chef Perry Bellegarde à l'assemblée générale de l'APN.

En réponse au mouvement Idle No More, Mulcair déclare qu'un gouvernement NPD intégrerait à ses décisions la nécessité de respecter les jugements des tribunaux et les obligations internationales envers les Premières Nations du Canada.
Mulcair souhaite que le gouvernement établisse des relations « de nation à nation » avec les Premières Nations, Inuits et Métis à la suite du rapport de la Commission vérité et réconciliation.

### Sécurité
Mulcair est critique des politiques conservatrices en matière de sécurité, déclarant que les coupes budgétaires dans les services de sécurité alimentaire et aéronautique mettaient en danger les Canadiens. Il critique aussi les gouvernements précédents pour avoir laissé les compagnies de chemin de fer s'occuper seules des questions de sécurité et appelle le gouvernement fédéral à avoir un rôle plus actif après l'accident de Lac Mégantic.
Mulcair soutient la politique du NPD de décriminaliser — mais pas légaliser — la consommation personnelle de marijuana.

### Politique étrangère
Mulcair croit que le Canada peut être « une force positive pour la paix, la justice et le respect des droits humains autour du monde ». Dans un discours en mai 2015, il annonce qu'un gouvernement NPD augmenterait le financement de la politique d'aide internationale du Canada. Mulcair est un opposant à l'implication du Canada dans des missions de combat en Irak.
En tant que chef du NPD, Mulcair soutient ce qu'il décrit comme « une approche équilibrée » sur la question du conflit israélo-palestinien et critique l'approche pro-Israël des conservateurs. Cependant, il a condamné comme « inacceptable » le mouvement Boycott, désinvestissement et sanctions et s'est déclaré « un ardent supporter d'Israël » en 2008. En 2014, une députée du NPD, Sana Hassainia, a quitté le parti en raison de la position selon elle pro-Israël,.

### Économie

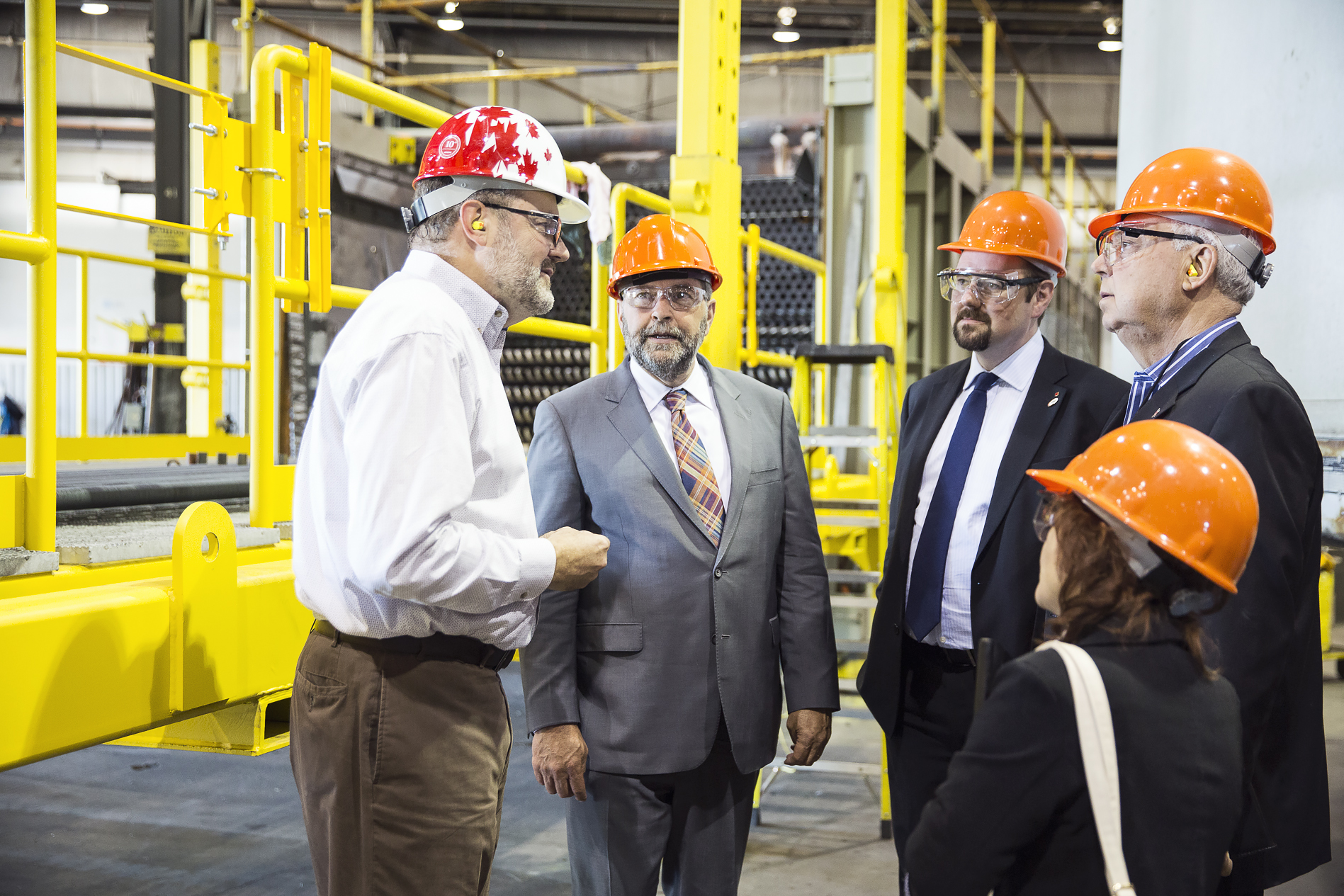
Mulcair visite Innovative Steam Technologies.

Thomas Mulcair soutient une baisse du taux d'imposition de 11 % à 9 % pour les petites entreprises. Il déclare que le NPD créera « un crédit d'impôt innovant pour encourager les manufacturiers à investir dans les machines, l'équipement et la propriété utilisée en recherche et développement. »

## Activités après la vie politique
Après son retrait de la vie politique en juin 2018, Mulcair a accepté la présidence de l'organisation du Jour de la Terre au Québec et un poste au Département de science politique de l'Université de Montréal,. Il est également commentateur politique pour plusieurs grands médias québécois: la station de radio CJAD, de même que les stations de télévision CTV et TVA,,.
Engagé comme consultant par le géant de l'homéopathie Laboratoires Boiron, Mulcair, adepte de l'homéopathie de longue date, participe au mois de novembre 2019 au lancement de leur campagne de relations publiques visant à convaincre le gouvernement du Québec de créer un ordre professionnel pour les homéopathes, avec le lancement de la Coalition pour l’homéopathie au Québec. Mais cet appui à l'homéopathie, considérée comme une pseudoscience dont les préparations sont inefficaces pour traiter quelque condition médicale que ce soit, a valu à Mulcair les critiques de plusieurs communicateurs scientifiques canadiens, dont Olivier Bernard, Alain Vadeboncoeur et Timothy Caulfield, de même que celles de l'Organisation pour la science et la société de l'Université McGill,,,,,.

## Publications
En 2015, il publie son autobiographie intitulée Thomas Mulcair, le courage de ses convictions. 